# Lollo
Lollo é uma marca de chocolates fabricado pela Nestlé. Tem uma embalagem azul ilustrada por uma simpática vaquinha amarela segurando quatro flores coloridas com a boca. O 'chocolate fofinho' da Nestlé, como ficou conhecido, foi lançado em 1982 e passou a se chamar Milkybar a partir de 1992. O Milkybar parou de ser produzido em 2011, estando disponível apenas como miniaturas em caixas de bombons por algum tempo. Entretanto,  em setembro de 2012, a Nestlé anunciou o retorno da marca Lollo às prateleiras. 